# 捷運淡海線先導公車
捷運淡海線先導公車為新北捷運淡海輕軌之捷運先導公車路線，目前由淡水客運營運。2012年12月24日開始營運。為配合淡海輕軌通車，淡水客運宣佈於2019年1月1日起調整為固定班次。
為利乘客辨識，新北市相關捷運先導公車路線皆增列編號；淡海線先導公車於2015年1月1日新增路線編號「983」。

## 路線基本資料
- 983市區公車目前行駛路線與淡海輕軌綠山線相近，起站是由淡海新市鎮（新市站）出發，經沙崙路、濱海路、淡金公路後抵達捷運紅樹林站，爾後與台北捷運淡水線平行行駛。過關渡大橋引道後，經大度路抵達終點捷運關渡站。
- 2020年5月18日起調整班次[4]
- 2021年2月1日起調整班次[5]
- 2022年3月1日起調整班次[6]
- 2024年8月26日起配合淡水區站位遷移及更名[7]
- 2025年4月21日起「竹圍國小」(往南)站位遷移至淡水區路燈編號429436前

## 圖片

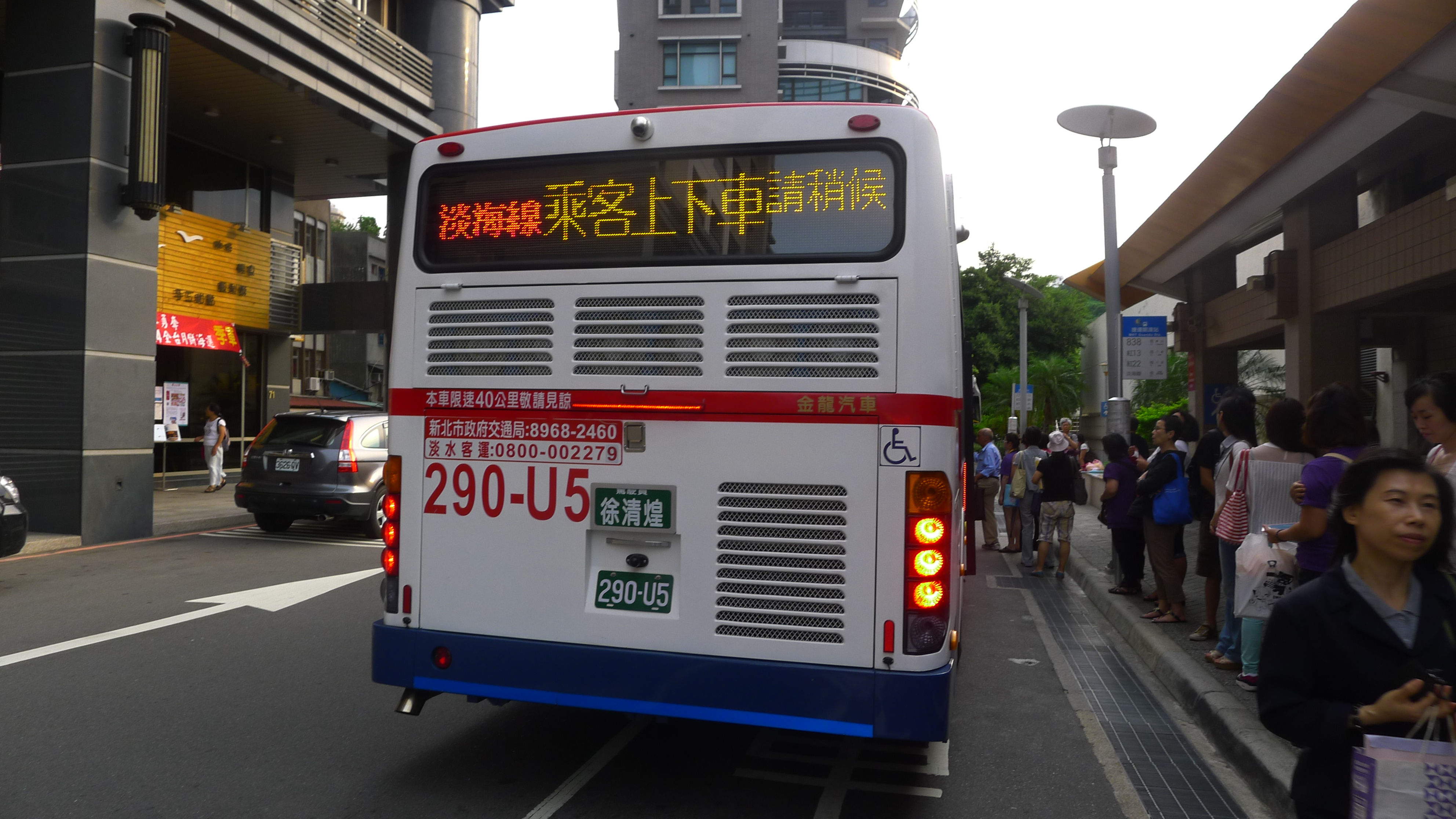
淡海線先導公車後側
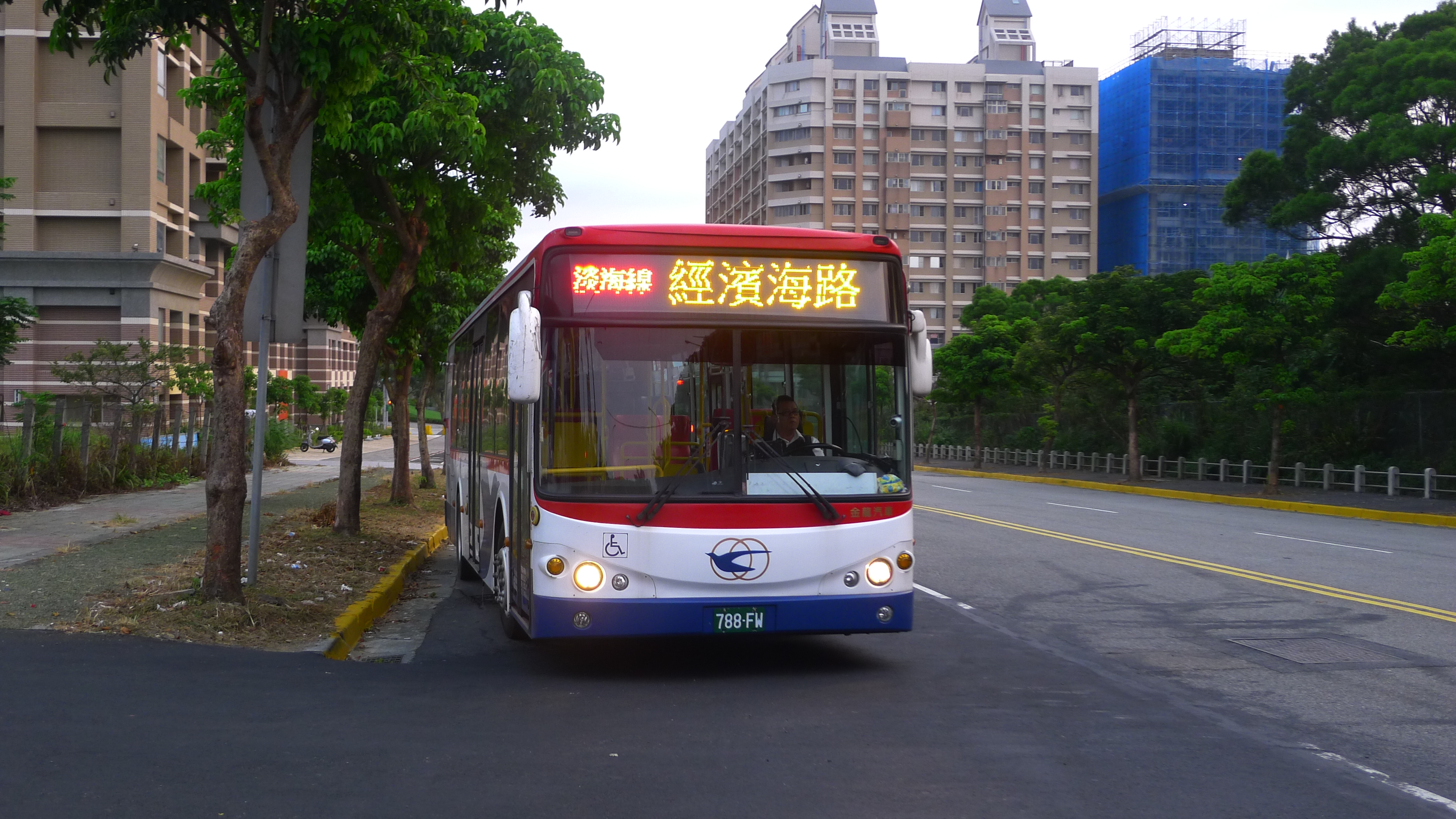
於新市站
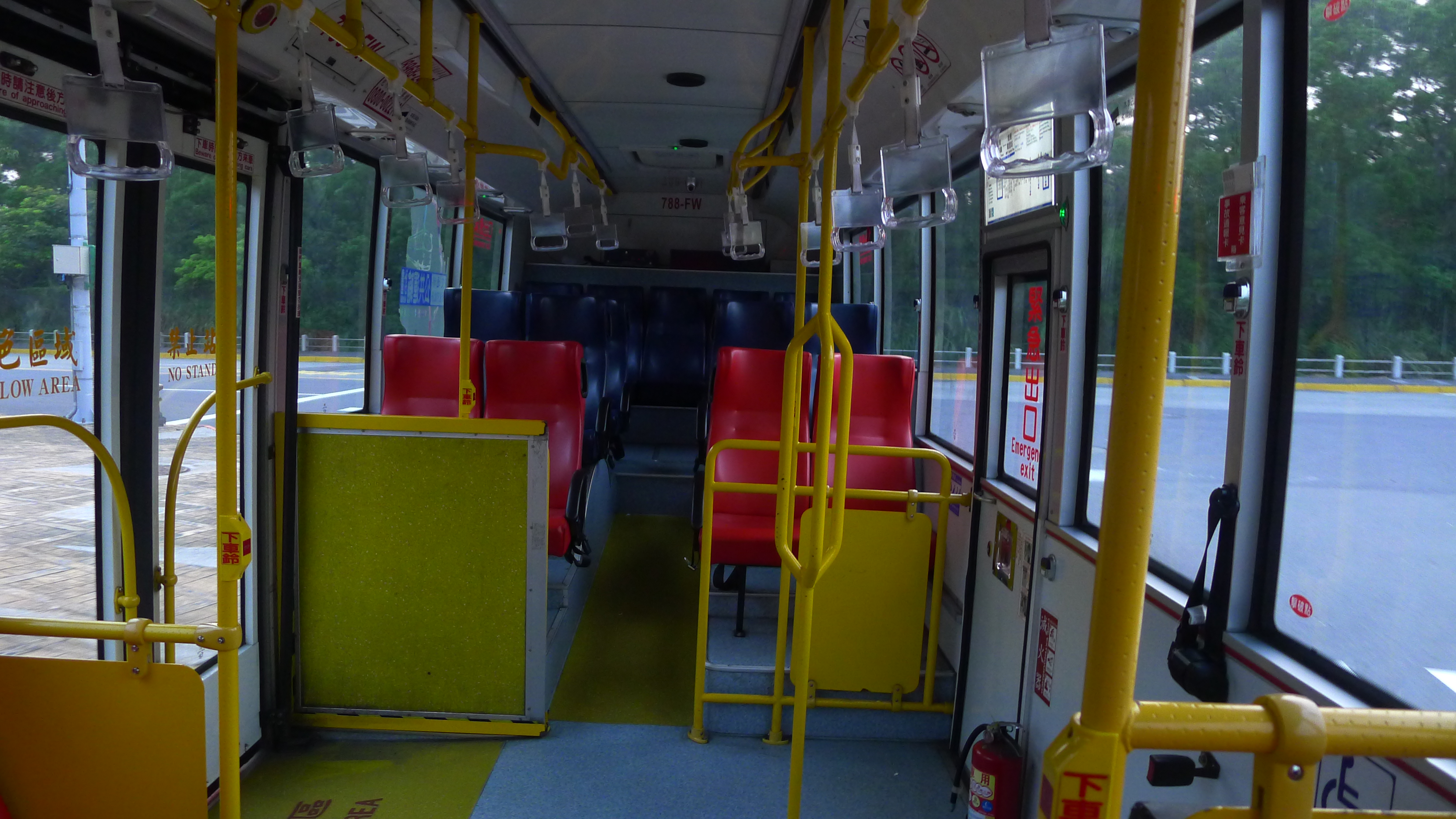
低底盤公車內部

## 外部連結
- 中興巴士暨關係企業 （页面存档备份，存于）
- 大臺北公車983
- 暢行台北公車客運資訊站的Facebook專頁